# Richard van der Schot
Richard van der Schot byl zahradník holandského původu, druhý ředitel císařských zahrad ve Vídni a jeden z hlavních architektů veltruského parku.

## Působení ve Vídni
Narodil se na začátku třicátých let osmnáctého století nejspíše v holandském Delftu. Do centra Habsburské monarchie přišel společně se svým krajanem Adrianem van Steckhovenem v roce 1753, Schot jako Steckhovenův asistent. Společně vytvořili ve vídeňském Schonbrunnu tzv. Holandskou zahradu, kterou na přání Františka Štěpána Lotrinského situovali při západím okraji palácového komplexu. Nově vzniklou zahradu tehdy obohatili řadou rostlin, které osobně přivezli ze své vlasti.
Dva roky nato odjíždí Richard van der Schot na sběratelskou výpravu do Karibiku, kterou jemu a dalšímu botanikovi, N. J. Jacquinovi, financovali sami Habsburkové. Při cestě navštívili ostrovy Jamajka, Martinik, Kubu, Hispaniolu, Grenadu a další, dokonce se vylodili na pobřeží Venezuely a Kolumbie. Výsledkem této úspěšné výpravy, ukončené roku 1759, bylo obohacení stále se rozrůstající císařské sbírky novými exotickými druhy.
V následujících letech se Schot věnoval soupisu rostlin pěstovaných v císařské zahradě, který prováděl podle relativně nově vzniklého Linného systému. Záhy ale přišla pro císařskou sbírku katastrofa - v průběhu chladného listopadového rána roku 1780 došlo k výpadku vytápění ve velkém skleníku, což neslo za následek úhyn řady cenných tropických rostlin. Patrně právě po tomto incidentu byl odvolán Adrian van Steckenhoven a novým, v pořadí druhým, ředitelem je jmenován Richard van der Schot.

## Jeho odkaz (v Čechách)
Posledních pár let života pak Schot pomáhal hraběti Janu Rudolfu Chotkovi zakládat a renovovat anglický park kolem zámku Veltrusy, na jeho počiny dodnes odkazuje pomník umístěný v zámeckém parku.
Richard van der Schot umírá 18. února 1790 ve Vídni, jeho spolupracovník N. J. Jacquin pak na jeho počest pojmenovává jihoafrický rod Schotia.

## Záměna s jinými zahradními architekty
Ještě jeden Schot pomáhal utvářet zámecké parky na českém území, v literatuře je uváděn jistý van der Schot jako spolutvůrce zahradního areálu v Lednici. Patrně se ale jedná o Richardova syna Josepha, zahradníka vídeňské botanické univerzitní zahrady.
Ve stejné době působil u vídeňského dvora ještě jeden zahradník podobného jména, avšak neholandského původu, totiž Heinrich Wilhelm Schott.